# ТОР «Южная»
Территория опережающего социально-экономического развития «Южная» — территория в Сахалинской области России, на которой действует особый правовой режим предпринимательской деятельности. Образована в 2016 году. На конец 2021 года на территории зарегистрировано 10 резидентов, общая сумма заявленных инвестиций составляет 17 млрд рублей.

## Развитие территории
ТОР «Южная» была создана в 2016 году в соответствии с Постановлением Правительства РФ от 17 марта 2016 года № 201. Впоследствии территория расширялась несколько раз. В 2017 году к ней были прибавлены площадки для реализации проектов в сфере животноводства. В 2018 году были добавлены участки для создания рыбоперерабатывающих производств. В 2020 году в ТОР «Южная» был включен участок на территории города Южно-Сахалинск для строительства логистического комплекса.
ТОР «Южная» специализируется на сельском хозяйстве. Среди ключевых проектов территории — тепличный комплекс для выращивания овощей, свиноводческий комплекс, завод по переработке рыбы.

## Проекты
В 2017 году резидент ТОР «Южная» АО «Совхоз „Тепличный“» построило тепличный комплекс в Южно-Сахалинске. Комплекс занимает площадь в 8 гектаров и предусматривает круглогодичное выращивание овощей.
В 2019 году в рамках ТОР «Южная» компания «Мерси Агро Сахалин» расширила свиноводческий комплекс в Анивском районе с 12 тыс. до 62 тыс. голов. В результате резидент стал крупнейшим производителем мяса на Сахалине, обеспечивая более 70 % продукции. Следующим проектом резидента стал молокозавод, который был запущен в конце 2021 года (1,6 тыс. коров, 30 тонн молока в сутки).
В 2020 году был реализован проект ООО «Невод», которое построило завод по переработке рыбы в Томаринском районе. Среднесуточный выпуск составляет более 12 тонн продукции, с расчетной максимальной производительностью до 25 тонн в сутки.
В конце 2021 года в ТОР «Южная» был включен проект строительства цементного завода в Смирныховском районе. Объем инвестиций оценивается в 8 млрд рублей.